# Gasthof Adler (Großholzleute)

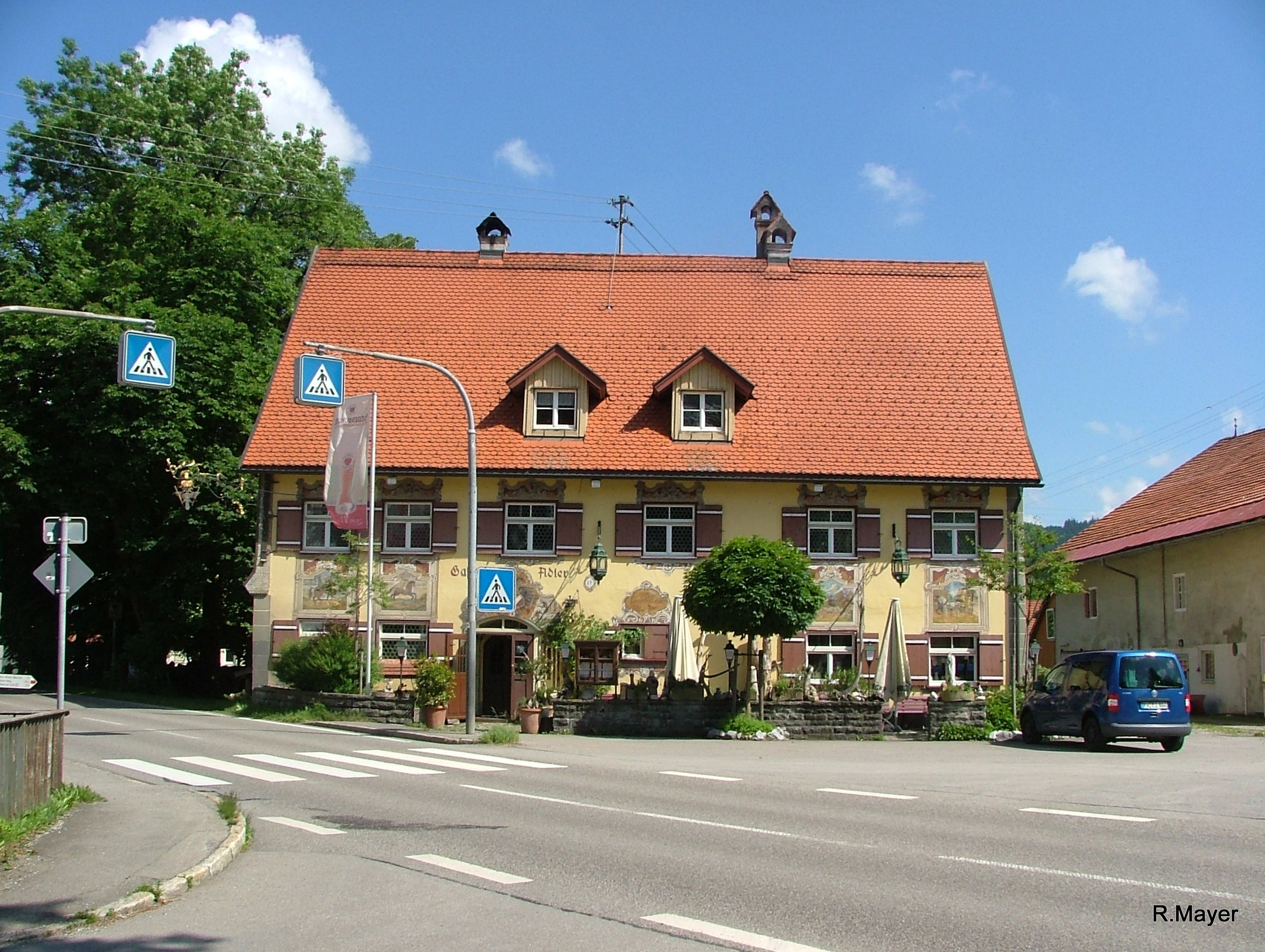
Gasthof Adler 2010

Der Gasthof Adler ist ein um das Jahr 1500 errichteter denkmalgeschützter historischer Landgasthof in Großholzleute, einer Teilgemeinde von Isny im Allgäu, im Landkreis Ravensburg. Der Gasthof liegt in 723 m ü. NN an der Bundesstraße 12. Nach jahrelangem Leerstand wurde der gastronomische Betrieb im Juli 2017 wieder aufgenommen.

## Geschichte
Errichtet um das Jahr 1500 als Amtshaus mit Gerichtslaube, diente das Gebäude während des Bauernkrieges als Versammlungsort der aufständischen Bauern gegen den Schwäbischen Bund unter der Führung von Georg von Waldburg. Nach dem Ende des Dreißigjährigen Krieges beherbergte es von 1683 bis 1813 eine Posthalterei, der von den Thurn und Taxis betriebenen Kaiserlichen Reichspost. 
Im Jahre 1768 nächtigte die österreichische Erzherzogin Maria Theresia von Österreich mit ihrem Gefolge im Adler und zwei Jahre später kehrte dort ihre jüngste Tochter Marie-Antoinette, die spätere Königin von Frankreich, auf ihrer Brautfahrt von Wien nach Versailles ein. Die letzte Postkutsche sah man im Jahre 1908 vor dem Adler halten. 1987 verbrachte die britische Prinzessin Anne ihren Winterurlaub im Adler.
Vom 31. Oktober bis zum 2. November 1958 tagte die Schriftstellervereinigung Gruppe 47 in dem historischen Gasthof. Auf dieser Tagung las Günter Grass das erste Kapitel seines noch unveröffentlichten Romans Die Blechtrommel, was den bis dahin unbekannten Autor schlagartig berühmt machte. Nachdem die Betreiber im Februar 2013 über die Schließung des Gasthofes informiert hatten, setzte sich Grass für dessen Erhalt ein.

## Bauwerk
Das dreigeschossige Haus mit Gauben im zweiten Obergeschoss ist unterkellert. Die gesamte Grundstücksfläche des ausgewiesenen Flurstücks beträgt 2000 m². Die Gewerbefläche, in dem der Gastbetrieb stattfindet, ist 520 m² groß. Angebaut an den Gasthof ist ein Saal mit 220 m². Es existieren fünfzehn Stellplätze für Autos. Der Gastraum bietet 65 Gästen Platz. An der Südseite des Gebäudes befindet sich eine im Sommer verwendbare Terrasse für den gastronomischen Betrieb.
Teilweise erfolgt die Beheizung des Hauses unter Einbeziehung der historischen Feuerstellen, in der Form von Kachelöfen, als Ergänzung zu einer später hinzugekommenen Gasheizung. Das Gasthaus verfügt über sieben Aborte. Der Metallschild des Adlers, ein österreichischer Adler, stammt aus seiner Zeit als Thurn-und-Taxische Posthalterei.